# Kwiatkiewiczowie

herb Gryf

herb Jelita

Kwiatkiewiczowie – polski ród szlachecki pieczętujący się herbem Gryf, którego pochodzenie dotychczas nie zostało gruntownie zbadane. Założycielem roku miał być Jaxa rycerz Leszka Czarnego. Stąd zdarza się łączenia nazwiska z przedrostkiem Jaxa, Jaxa - Kwiatkiewicz bądź łącznie Jaxakwiatkiewicz. Przedstawiciele rodu licznie pojawiali się począwszy od XVII wieku w Małopolsce i na Rusi Czerwonej.
Jan Kwiatkiewicz (ur. 1629/30, zm. 1703) był jezuitą; rektorem kolegiów w Jarosławiu, Sandomierzu i Krakowie; profesorem wymowy, filozofii, teologii i matematyki; a przy tym - słynnym swego czasu autorem i poetą. Marcin Kwiatkiewicz był proboszczem w latach 1672 - 1680 w parafii w Wąwolnicy. Jakub Kwiatkiewicz pełnił urząd podczaszego żydaczowskiego w 1780 roku.
Jakub Antoni Kwiatkiewicz (stryj) i Jan Nepomucen Kwiatkiewicz (synowiec, tj. bratanek pierwszego) zostali nobilitowani w 1764 roku z herbem Jelita, ponieważ z powodu utraty oryginalnych dokumentów nie byli w stanie udowodnić swego szlachectwa. Nie sposób jednak stwierdzić, czy ich właściwym herbem był nowo nadany herb Jelita, czy też należeli do wyżej wymienionych Gryfitów.
Adam Boniecki w swoim herbarzu wymienił Maurycego Kwiatkiewicza (zm. 1809) proboszcza w Złotnikach i jego siostry: Klarę za Dominikiem kapitanem wojsk austriackich oraz Rozalię za Żochowskim. Nie podał jednak herbu tychże. Od XIX wieku przedstawiciele rodu obecni są na ziemi kaliskiej po pruskiej stronie granicy w Kobylinie i jego okolicach.